# アンドレアス・オネア
アンドレアス・ダニエル・オネア（Andreas Daniel Onea,1992年7月9日 - ）は、オーストリアのパラリンピック水泳選手。

## 概要

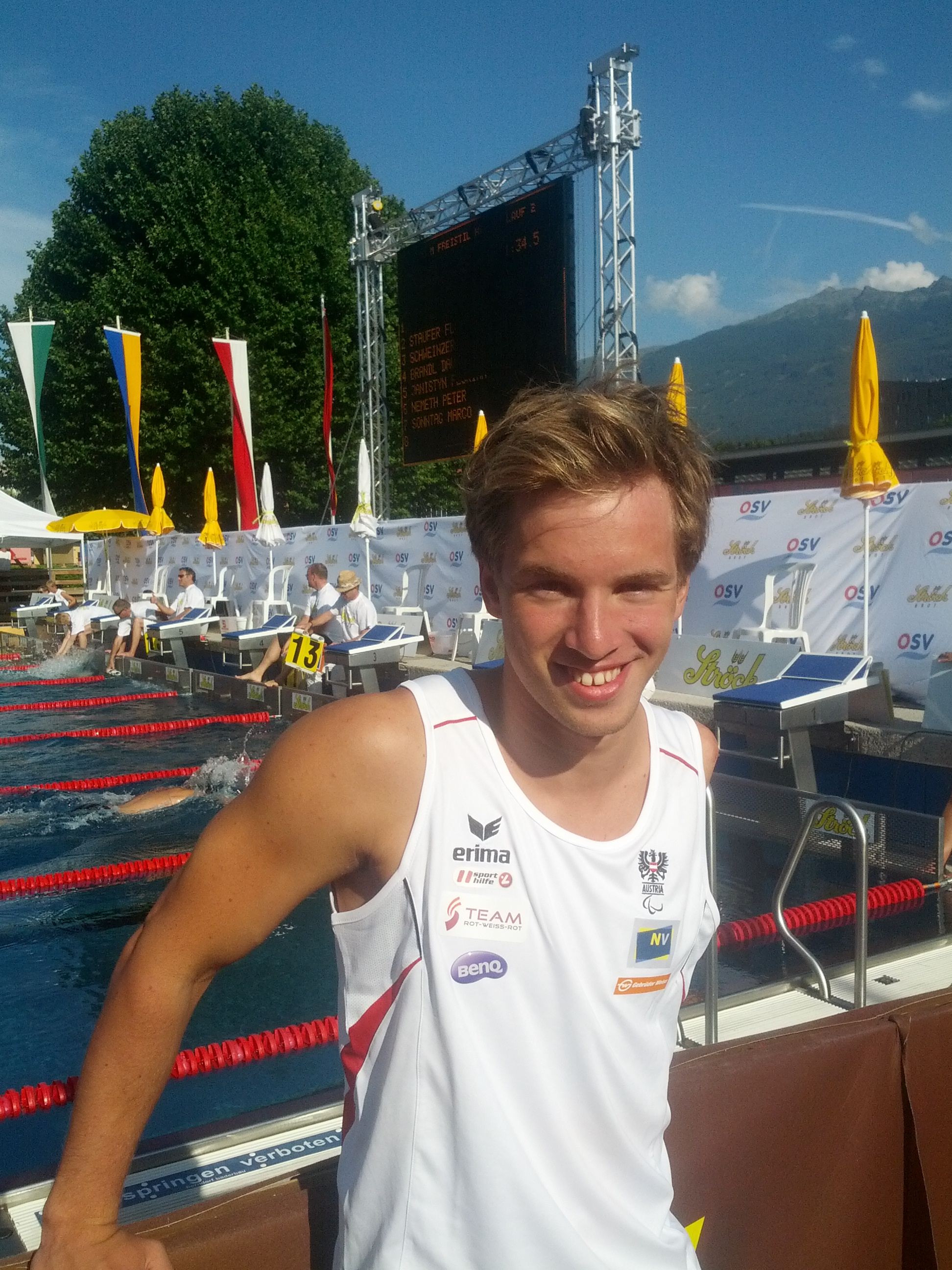
2012年

ツヴェットル生まれ。1998年5月3日、交通事故で左腕を負傷し切断。
2012年、2016年、2020年の夏季パラリンピックに参加し、2016年には男子100メートル平泳ぎSB8イベントで銅メダルを獲得した。2013年の世界選手権では、男子100メートル平泳ぎSB8種目で銀メダルを獲得した。2015年のパラリンピックでは、同じ種目で銅メダルを獲得した。2016年のIPC水泳ヨーロッパ選手権では、男子100メートル平泳ぎSB8で銀メダル、200メートル個人メドレーSB8で銅メダルを獲得した。2018年世界パラ水泳欧州選手権では、男子100メートルバタフライS8種目で銅メダル、男子200メートル個人メドレーS8種目で銀メダルを獲得した。2021年、彼は2020年夏季パラリンピックにオーストリア代表として出場した。
2023年の夏に、栃木県那須塩原市で自分の障害や生活についての公演を現地の言語のままで行った。